# William Petersen
William Louis Petersen (Evanston, Illinois, 1953. február 21. –) amerikai színész, filmproducer.
Legismertebb szerepe Dr. Gilbert „Gil” Grissom volt a CSI: A helyszínelők című televíziós sorozatban.

## Fiatalkora és tanulmányai
Az Illinois állambeli Evanstonban született, bútorüzletben dolgozó szülök legfiatalabb, hatodik gyermekeként. Az apja a dán-amerikai id. Arthur Edward Petersen (1907–2004) és az édesanyja a német-amerikai June Hoene Petersen (1909–2006) volt. Két bátya van, az ifj. Arthur és Robert, és három nővére: Anne, Mary Kay, és Elizabeth. 1972-ben elvégezte a Bishop Kelly középiskolát az idahói Boiseban. Felvételt nyert az Idahoi Állami Egyetemre egy labdarúgó-ösztöndíj által.
Amíg Idahoban élt, Petersen felvett egy olyan színjátszókurzust, ami megváltoztatta az egész élete irányát. 1974-ben a feleségével, Joanne-nel egyetemben befejezte az iskolát és követtek egy színi professzort Baszkföldre, ahol Shakespeare-i színészként tanult. Petersen érdeklődött a baszk kultúra iránt és tanulta a baszk nyelvet is. A lányának baszk nevet adott, Maite Nerea (jelentése: a kedvesem); Mondragónban született 1975-ben.

## Pályafutása
Többnyire a középső kezdőbetűje nélkül tüntetik fel a stáblistákon (pl.: "William Petersen" és nem "William L. Petersen").
Petersen 1986-ban az első Hannibal Lecter filmben, az FBI ügynök, Will Graham karakterét alakította, A bárányok hallgatnak előzményeiről szóló Az embervadász című filmben. Will Graham jelleme érzelmileg annyira kimerítő volt számára Michael Mann filmjében, hogy mindenképpen meg akart szabadulni a szerepétől és fő-fényképészként fejezte be a filmet. Leborotválta a szakállát, haját rövidebbre vágatta és szőkére festette.
2000 óta Petersen elnyerte a legnagyobb hírnevét, a CBS bűnügyi drámájával, CSI: A helyszínelőkkel, amiben a főszerepet alakító Dr. Gil Grissomot játssza. Petersen 2006 végén szabadságra ment a CSI-ból, hogy megjelenjen a Dublin Carol című darabban a Trinity Repertory társulat előadásában öt-héten át Providenceben.
Petersen megújította a CBS-sel való megállapodását, hogy szerepeljen A helyszínelők 2008-2009-es évadában, állítólag 600.000 dollárért epizódonként. 2008. július 15-én az Associated Press beszámolt arról, hogy Petersen otthagyja a sorozatot állandó szereplőként a 9. évad tizedik epizódját követően azért, hogy több időt szentelhessen a színjátszásnak, de vendégjelenetekre visszatérhet. Azt is megemlítette, ha szükséges, újra visszatér állandó főszerepébe Grissomként. Ezenkívül továbbra is megmarad a sorozat executive producerének.
2009. február 3-án Petersent egy csillaggal tisztelték meg a Hollywood Walk of Fame-en. A helyszínelők szereplőinek és stábjának a legnagyobb része elment az ünnepségre. Petersen csillaga a 6667 Hollywood Boulevardnál helyezkedik el, közvetlenül a legendás Musso & Frank Grill étterem előtt.

## Magánélete
2003 júniusában vette feleségül élettársát, Gina Cirone-t. Az előző házasságából van egy lánya, Maite, akinek két gyermeke született: Mazrik William (2003 októberében) és Indigo August (2009 augusztusában). Petersen fanatikus Chicago Cubs rajongó és legalább egy évben egyszer elénekli személyesen a „Take Me Out to the Ballgame” (nem hivatalos baseball himnuszt) a Wrigley Field baseballpályán.
2004-ben a Playboy magazinnak leírta a 80-as évekbeli halálközeli élményét, ami bizonyosságot adott neki, hogy létezik a túlvilág.

## Filmográfia

### Film
| Év   | Magyar cím                      | Eredeti cím                                               | Szerep                       | Magyar hang          |
| ---- | ------------------------------- | --------------------------------------------------------- | ---------------------------- | -------------------- |
| 1981 | Az erőszak utcái                | Thief                                                     | Katz & Jammer pultos         |                      |
| 1985 | Élni és meghalni Los Angelesben | To Live and Die in L.A.                                   | Richard Chance titkos ügynök | Gáspár Sándor        |
| 1986 | Az embervadász                  | Manhunter                                                 | Will Graham FBI-ügynök       | Sörös Sándor         |
| 1986 | Az embervadász                  | Manhunter                                                 | Will Graham FBI-ügynök       | Forgács Péter        |
| 1987 | Némasági fogadalom              | Amazing Grace and Chuck                                   | Russell                      |                      |
| 1989 | Unokatestvérek                  | Cousins                                                   | Tom                          |                      |
| 1990 | A vadnyugat fiai 2.             | Young Guns II                                             | Pat Garrett                  | Szabó Sipos Barnabás |
| 1992 | Az ígéret szép szó              | Hard Promises                                             | Joey                         | Forgács Péter        |
| 1992 | Boldog-boldogtalan              | Passed Away                                               | Frank Scanlan                | Jakab Csaba          |
| 1995 | Vakvágány                       | In the Kingdom of the Blind, the Man with One Eye Is King | Tony 'Tony C'                | Epres Attila         |
| 1996 | Rettegés                        | Fear                                                      | Steve Walker                 | Szabó Sipos Barnabás |
| 1996 | Mulholland – Gyilkos negyed     | Mulholland Falls                                          | Jack Flynn                   | Várkonyi András      |
| 1998 |                                 | Gunshy                                                    | Jake Bridges                 |                      |
| 1998 | Csóklopók                       | Kiss the Sky                                              | Jeff                         | Szabó Sipos Barnabás |
| 2000 | Koponyák                        | The Skulls                                                | Ames Levritt szenátor        | Csernák János        |
| 2000 | A manipulátor                   | The Contender                                             | Jack Hathaway                | Orosz István         |
| 2011 | A mintatanár                    | Detachment                                                | Mr. Sarge Kepler             | Törköly Levente      |
| 2012 | Míg a világvége el nem választ  | Seeking a Friend for the End of the World                 | Glenn                        | Forgács Péter        |

### Televízió
| Év        | Magyar cím                    | Eredeti cím                    | Szerep                | Megjegyzések                                                              |
| --------- | ----------------------------- | ------------------------------ | --------------------- | ------------------------------------------------------------------------- |
| 1986      | Alkonyzóna                    | The Twilight Zone              | Edward Sayers         | 1 epizód                                                                  |
| 1987      | Baseball becsület             | Long Gone                      | Cecil Cantrell        | tévéfilm                                                                  |
| 1990      |                               | The Kennedys of Massachusetts  | Joseph P. Kennedy     | minisorozat (3 epizód)                                                    |
| 1992      |                               | Keep the Change                | Joe Starling          | tévéfilm (producer)                                                       |
| 1993      | Veszélyes vizeken             | Curacao                        | Stephen Guerin        | - tévéfilm - magyar hangja: - Szabó Sipos Barnabás                        |
| 1993      | Texasi krónikák – A vad vidék | Return to Lonesome Dove        | Gideon Walker         | minisorozat (3 epizód)                                                    |
| 1995      | Bukott angyalok               | Fallen Angels                  | George                | 1 epizód                                                                  |
| 1996      | A szörny                      | The Beast                      | Whip Dalton           | tévéfilm                                                                  |
| 1997      | Tizenkét dühös ember          | 12 Angry Men                   | 12. esküdt            | - tévéfilm - magyar hangja: - Kautzky Armand - Harmath Imre               |
| 1998      |                               | The Staircase                  | Joad                  | tévéfilm                                                                  |
| 1998      | Sztárok egy csapatban         | The Rat Pack                   | John F. Kennedy       | tévéfilm                                                                  |
| 2000–2015 | CSI: A helyszínelők           | CSI: Crime Scene Investigation | Gil Grissom           | - főszereplő (1-9. évad) - vendégszereplő (11., 13., 15. évad) - producer |
| 2001      | Menedék a halálból            | Haven                          | Jackson Connolly      | tévéfilm                                                                  |
| 2007      | Nyomtalanul                   | Without a Trace                | Gil Grissom           | 1 epizód                                                                  |
| 2013      |                               | Blue                           | Mitch                 | 1 epizód                                                                  |
| 2015      |                               | Manhattan                      | Emmett Darrow ezredes | 10 epizód                                                                 |
| 2021      | CSI: Las Vegas-i helyszínelők | CSI: Vegas                     | Gil Grissom           | 10 epizód (vezető producer)                                               |